# Rogers Cup 2006
Canadian Open 2006 (також відомий під назвою Rogers Masters 2006 і Rogers Cup 2006 за назвою спонсора) — тенісний турнір, що проходив на відкритих кортах з твердим покриттям. Це був 117-й за ліком Відкритий чемпіонат Канади. Належав до серії ATP Masters в рамках Туру ATP 2006, а також до серії Tier I в рамках Туру WTA 2006. Чоловічий турнір відбувся в Rexall Centre у Торонто (Канада) з 7 до 13 серпня 2006 року, а жіночий - в Uniprix Stadium в Монреалі (Канада) з 14 до 20 серпня 2006 року.

## Фінальна частина

### Одиночний розряд, чоловіки
Роджер Федерер —  Рішар Гаске 2–6, 6–3, 6–2
- Для Федерера це був 6-й титул за сезон і 40-й - за кар'єру. Це був його 3-й титул Мастерс за сезон, 11-й загалом і другий на цьому турнірі.

### Одиночний розряд, жінки
Ана Іванович —  Мартіна Хінгіс 6–2, 6–3
- Для Іванович це був 1-й титул за рік і 2-й - за кар'єру. Це був її 1-й титул Tier I за кар'єру.

### Парний розряд, чоловіки
Боб Браян /  Майк Браян —  Пол Генлі /  Кевін Ульєтт 6–3, 7–5

### Парний розряд, жінки
Надія Петрова /  Мартіна Навратілова —  Кара Блек /  Анна-Лена Гренефельд 6–1, 6–2